# Ляшовка
Ляшовка (укр. Ляшівка) — село в в Станичненском сельском совете Новоладожского района Харьковской области, Украина.
Код КОАТУУ — 6324285008. Население по переписи 2001 года составляет 172 (77/95 м/ж) человека.

## Географическое положение
Село Ляшовка находится недалеко от истоков рек Иваны, Грушевая и Камышеваха.
На расстоянии до 2-х км расположены сёла Гавриловка, Станичное и Белицковка.
По селу протекает пересыхающий ручей с запрудой.
Рядом проходит автомобильная дорога Р-51.

## Экономика
- Молочно-товарная ферма.

## Достопримечательности
- Братская могила советских воинов. Похоронено 37 воинов.